# Montagnareale

Ubicació de Montagnareale dins de la província

Montagnareale (sicilià Muntagnariali) és un municipi italià, dins de la ciutat metropolitana de Messina. L'any 2005 tenia 1.734 habitants. Limita amb els municipis de Gioiosa Marea, Librizzi, Patti i Sant'Angelo di Brolo.

## Administració
| Període | Identitat   | Partit        |
| ------- | ----------- | ------------- |
| 2008-   | Anna Sidoti | Llista cívica |